# Indelukket
Indelukket er et anlæg med motorbådshavn, friluftsteater og campingplads mm. i skoven ved Remstrup Å (del af Gudenåen) i Silkeborg, som blev købt af Silkeborg Kommune i 1899. Det havde tidligere været en indhegnet skov, men i 1901 kunne man fejre Grundlovsdag på en nyoprettet festplads i skoven, og siden har det været et meget søgt anlæg af både turister og lokale.
Motorbådshavnen blev udgravet i 1919, og via et beskæftigelsesprojekt i 1939, og er hjemsted for Silkeborg Motorbådsklub, som også har et klubhus der.
Campingpladsen lå oprindelig midt i området, men blev i 1945 flyttet til den nuværende beliggenhed, hvor den er udvidet flere gange.
Friluftsteateret blev bygget 1 1946, oprindeligt med 6.000 siddepladser, men efter en ombygning i 1984 blev det reduceret til omkring 2.000 pladser.
I 1950 blev minigolfbanen, der hævder at være Danmarks ældste, bygget, dengang under navnet babygolf.
Der ligger også en velassorteret kiosk.
I det nordvestlige hjørne af området ligger Silkeborg Kunstmuseum med bysbarnet Asger Jorns samlinger af både egne og andre værker, som han skænkede byen.
Indelukket er hjemsted for de årligt tilbagevendende musikbegivenheder Hede Rytmer og Scandinavian Country Clubs Country Festival.